# Braithwell
Braithwell – wieś w Anglii, w hrabstwie ceremonialnym South Yorkshire, w dystrykcie metropolitalnym Doncaster. Leży 19 km na wschód od miasta Sheffield i 227 km na północ od Londynu. Miejscowość liczy 1056 mieszkańców.